# François Liégard
François Liégard, né le 24 janvier 1745 à Paris, mort le 9 août 1816 à Marseille (Bouches-du-Rhône), est un général français de la Révolution et de l’Empire.

## États de service
Il entre en service comme sous-lieutenant en Guadeloupe en 1774, puis il passe dans le régiment de hussards de Lauzun, avec lequel il fait la campagne d’Amérique. Le 6 décembre 1783, il rejoint la garnison française postée à Saint-Domingue. Il est fait chevalier de Saint-Louis en 1787. 
Il est nommé capitaine en second le 22 novembre 1789, dans les grenadiers de Saint-Domingue, et le 5 avril 1790, il devient aide de camp du gouverneur général Blanchelande. Le 14 septembre 1791, il est promu adjudant général provisoire par le gouverneur Blanchelande, et le 20 octobre 1792, il est démis de ses fonctions et expulsé de l’île sur décision des commissaires Polverel et Sonthonax.
De retour en France le 2 février 1793, il est affecté le 17 novembre suivant à la 106e demi-brigade d’infanterie comme capitaine à la suite. Le 13 février 1794, il est arrêté en tant que proche collaborateur de Blanchelande, il est transféré à la prison du Luxembourg et traduit devant le Tribunal révolutionnaire. 
Il est acquitté, libéré de prison le 3 février 1795, et remis en activité le 22 février suivant. Il est nommé adjudant-général chef de brigade le 11 avril 1795, et il prend les fonctions d’aide de camp du général Dumuy. Le 26 février 1796, il est désigné pour prendre le commandement de la place de Marseille.
Il est promu général de brigade le 17 mars 1797, et le 15 août suivant il est affecté à l’armée d’Italie. Le 11 septembre sa mutation est annulé, car il est soupçonné d’avoir favorisé les royalistes lors du Coup d'État du 18 fructidor an V (4 septembre 1797).
Remis en activité le 18 août 1799, il commande le dépôt des recrues de la cavalerie dans la 15e division militaire, et le 14 avril 1801, il entre au conseil d’administration de l’hôpital militaire de Toulon.
Le 24 septembre 1803, il reprend du service comme général de brigade à la disposition du commandant en chef de l’armée d’Italie, et le 12 novembre il commande la forteresse de Peschiera. Il est fait officier de la Légion d’honneur le 14 juin 1804, et le 24 octobre 1804, il prend le commandement de la place de Reggio. 
Il sert à l’Armée de Naples en 1806 et 1807, et le 18 août 1807, il commande la place de Venise, puis le 9 janvier 1808, la place de Livourne et enfin le 19 février suivant Florence et le département de l’Arno.
Il est admis à la retraite le 6 août 1809, et il est créé baron de l’Empire le 2 janvier 1814.
Il meurt le 9 août 1816, à Marseille.

## Armoiries
- Chevalier de l’Empire le 3 juin 1811 (lettres patentes)

- D'azur, à la fasce du tiers de l'écu de gueules, chargée du signe des chevaliers légionnaires, accompagnée en chef d'un soleil d'or, entre deux étoiles d'argent et en pointe d'une épée haute du même, montée d'or, entre deux croissants d'argent - Livrées : les couleurs de l'écu 
- Baron de l’Empire le 2 janvier 1814 (décret), 16 juin 1815 (lettres patentes)

- Écartelé, au premier d'azur au soleil d'or ; au deuxième des barons tirés de l'armée ; au troisième d'or à la tour de gueules maçonnée d'argent, ouverte et ajourée de sable, terrassée de sinople ; au quatrième d'azur au croissant d'argent soutenu de deux étoiles du même - Livrées : les couleurs de l'écu 
- Majorat attaché au titre de baron

## Sources
- (en) « Generals Who Served in the French Army during the Period 1789 - 1814: Eberle to Exelmans »
- Thierry Pouliquen, « Les généraux français et étrangers ayant servis [sic] dans la Grande Armée » (consulté le 26 avril 2014)
- « La noblesse d’Empire » (consulté le 26 avril 2014)
- « Cote LH/1638/56 », base Léonore, ministère français de la Culture
- (pl) « Napoléon.org.pl »